# Ори-ан-Ратье
Ори-ан-Ратье (фр. Oris-en-Rattier) — коммуна во Франции, находится в регионе Рона — Альпы. Департамент коммуны — Изер. Входит в состав кантона Матезин-Триев. Округ коммуны — Гренобль.
Код INSEE коммуны — 38283. Население коммуны на 1999 год составляло 83 человека. Населённый пункт находится на высоте от 768  до 2606  метров над уровнем моря. Муниципалитет расположен на расстоянии около 520 км юго-восточнее Парижа, 125 км юго-восточнее Лиона, 32 км южнее Гренобля. Мэр коммуны — Mme Rose-Aimée Vigne, мандат действует на протяжении 2001—2008 гг.
Динамика населения (INSEE):